# Fisibach
Fisibach är en ort och kommun i distriktet Zurzach i kantonen Aargau, Schweiz. Kommunen har 590 invånare (2023).